# المنطقة السيركومبوريالية

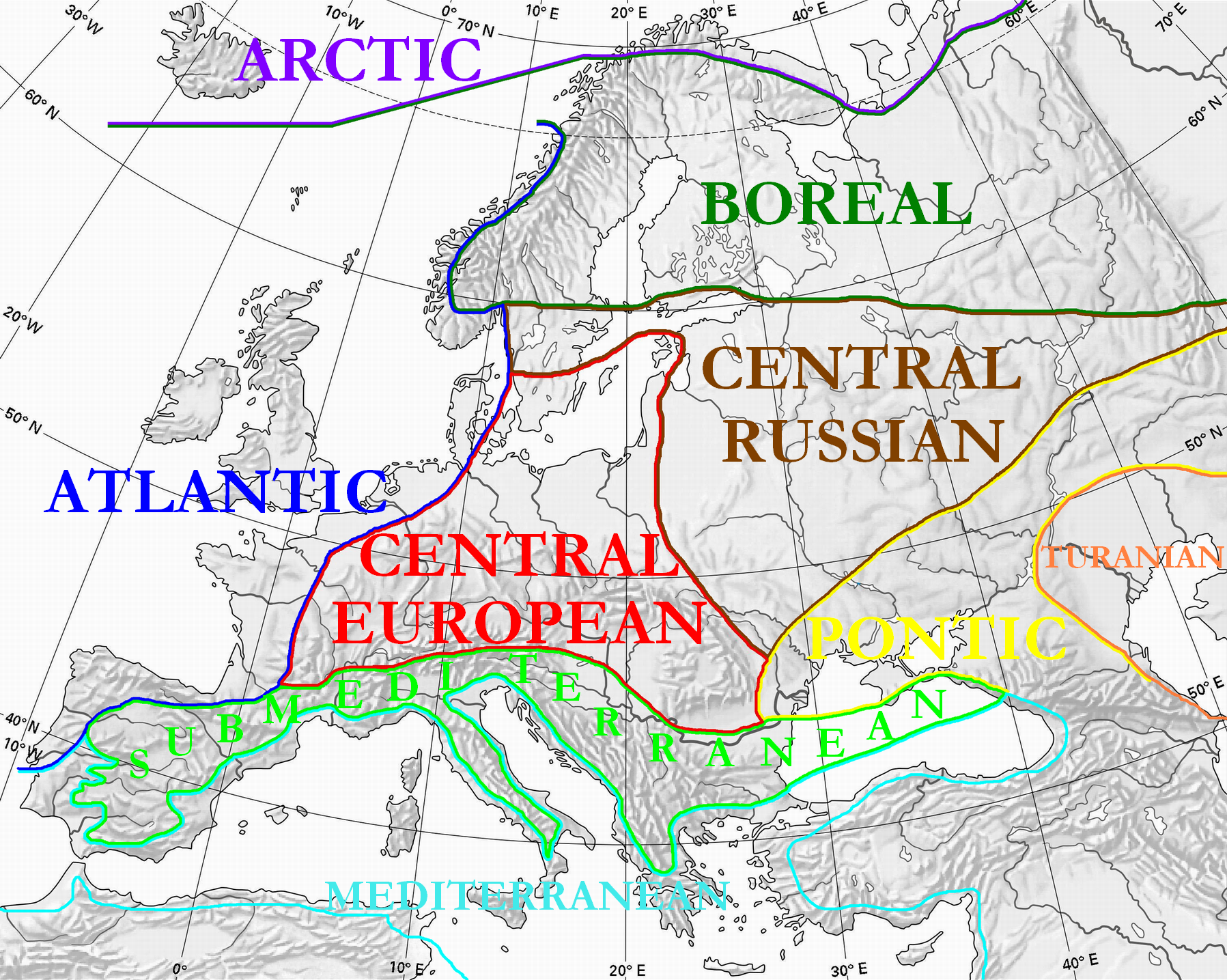

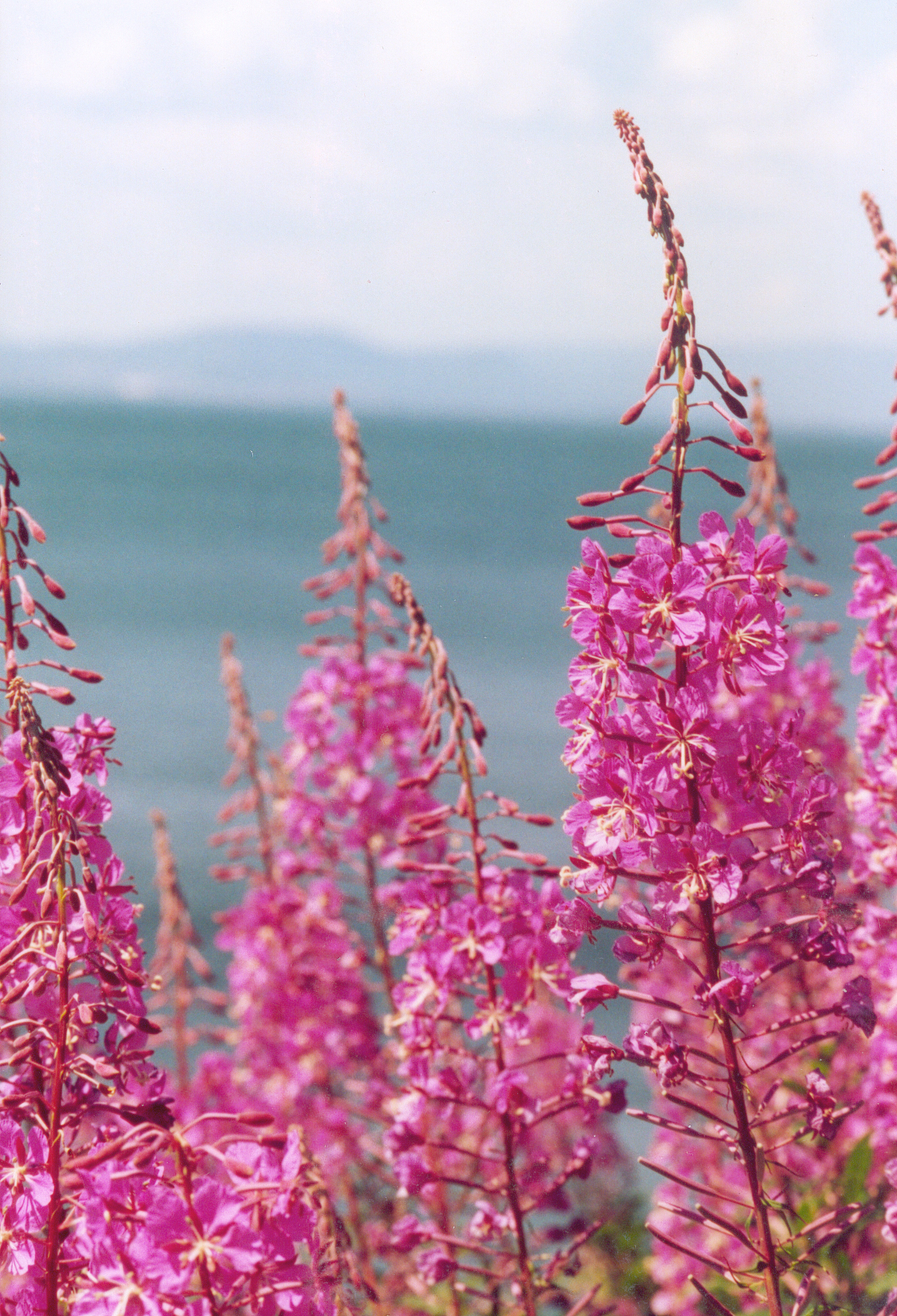
سنفية ضيقة الأوراق

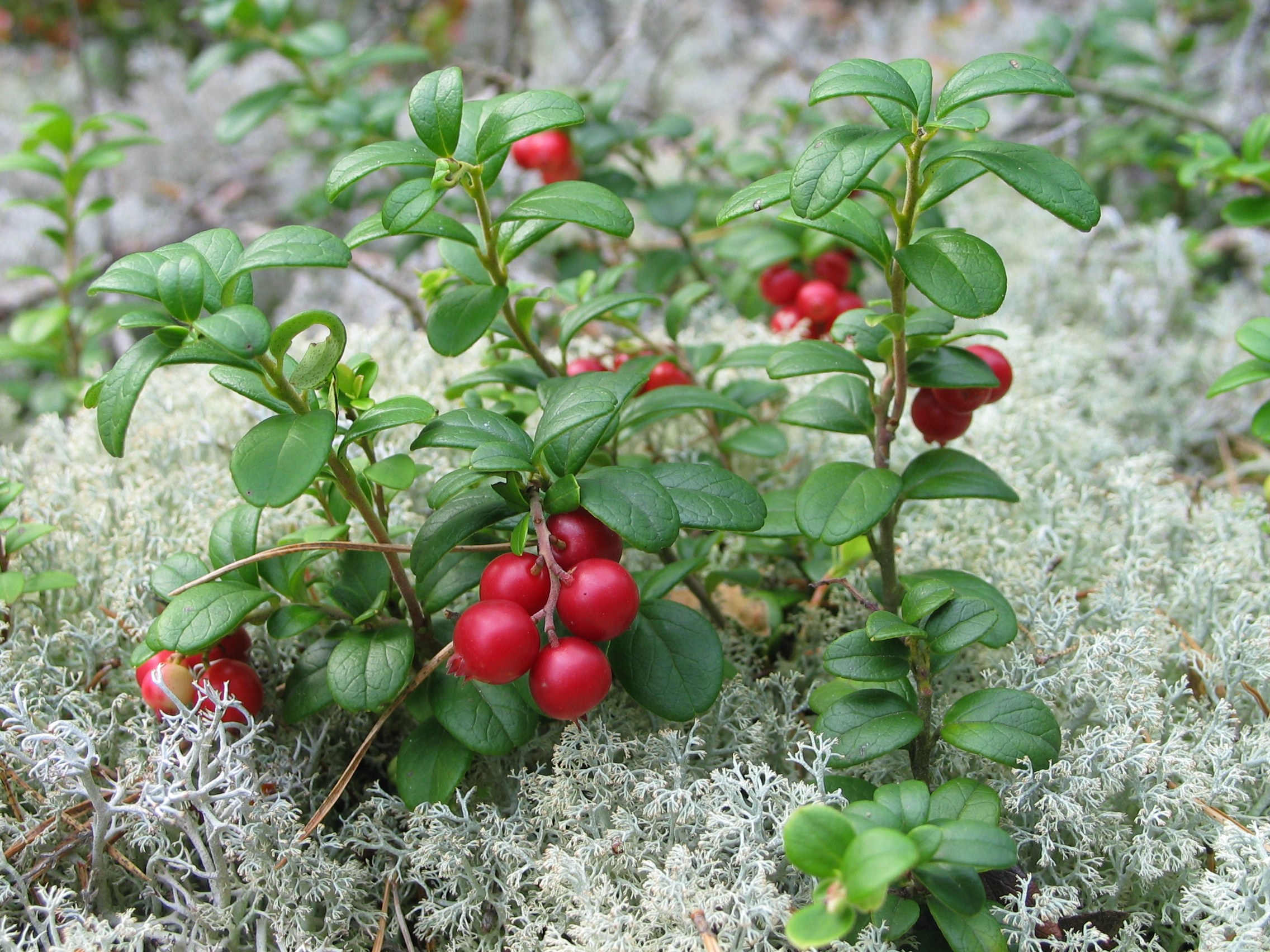
عنب الثور

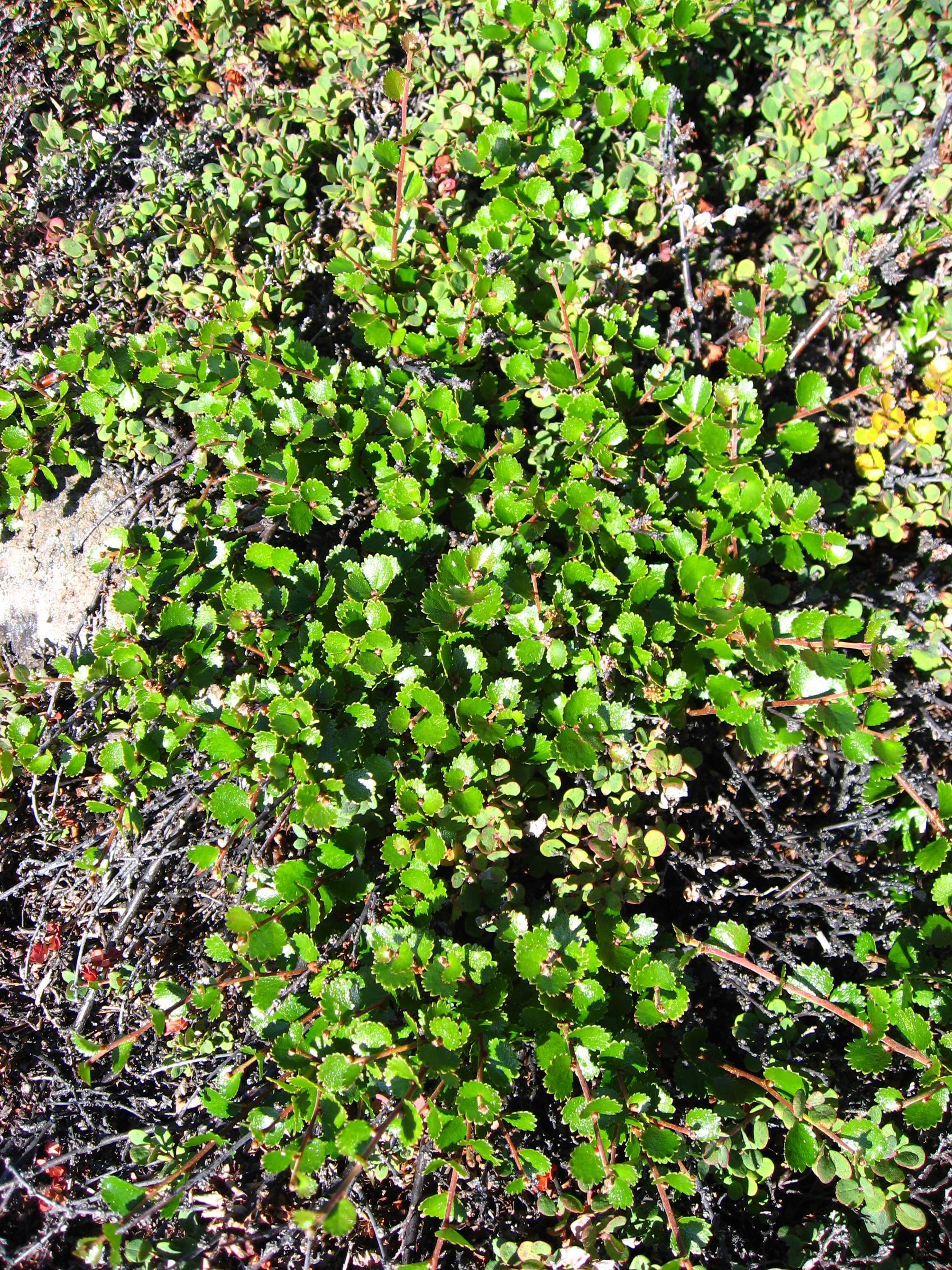
Betula nana in غرينلاند

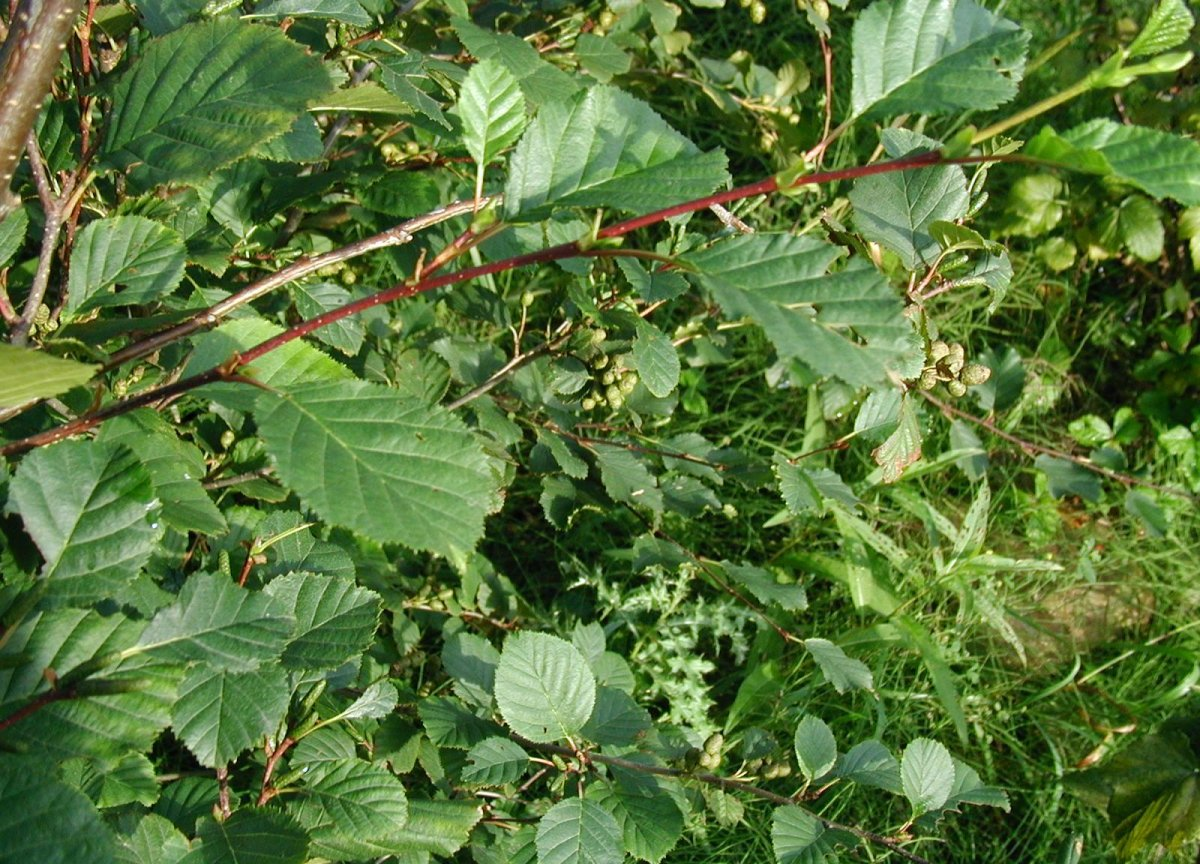
نغت أخضر

المنطقة السيركومبوريالية هي منطقة نباتية داخل المملكة البوريالية في أوراسيا وأمريكا الشمالية، كما حددها علماء جغرافيا النبات مثل جوسياس براون برنكيت وارمين تاكتايان.
وهي أكبر منطقة نباتية في العالم من حيث المساحة، وتضم معظم كندا، ألاسكا، أوروبا، القوقاز وروسيا، وكذلك شمال الأناضول (كما في الجزء الجنوبي من المنطقة) وأجزاء من شمال نيو إنجلاند، ميشيغان، ومينيسوتا. وتشمل الأجزاء الشمالية من المنطقة الصحراوية القطبية، التايغا  والتندرا. ويقسم العديد من الجغرافيين النباتيين مناطق أوراسيا وأمريكا الشمالية إلى منطقتين متميزتين. القارات على أية حال تشارك بمعظم منطقتها النباتية البوريالية (على سبيل المثال  البتولة نانا ،  نغت أخضر ،  عنب الثور ،  عنب الدب ). وقد جردت النباتات بشدة خلال الأدوار الجليدية في عصر البليستوسين. ويحد المنطقة الآسيوية الشرقية، أمريكا الشمالية الأطلسية، جبال روكي، حوض البحر الأبيض المتوسط وIrano-تورانيان المنطقة.
لا يوجد فصيلة بيولوجية متوطنة في هذه المنطقة، لكن لديها أجناس متوطنة (على سبيل المثال  لوناريا ،  Borodinia ،  Gorodkovia ،  Redowskia ،  Soldanella ،  منفوخة البذور ،  كوكبية ،  Thorella ،  رئوية ،  Erinus ،  Ramonda '،' 'Haberlea' '،' 'Jankaea' '،' 'أقطبان' '،' 'Telekia' ') والكثير من الأنواع المستوطنة خاصة في الجبال.

## أقاليم مزهرة
تنقسم المنطقة إلى عدد من الأقاليم النباتية. تخطيطها محل جدل. فوفقاً لنسخة تصنيف تاكتايان فهذه الأقاليم كالتالي: المنطقة القطبية الشمالية والمحيط الأطلسي الأوروبي، أوروبا الوسطى، الإيليرية، الأوكسنيانية، القوقازية، أوروبا الشرقية، أوروبا الشمالية وغرب سيبيريا، ألتاي سايان، ووسط سيبيريا، ترانسبالكاليان، شمال شرق سيبيريا، أوخوتسك-كامتشتاكان، والمقاطعات الكندية.

## فهرست
- C.Michael Hogan. 2011. Taiga. eds. M.McGinley & C.Cleveland. Encyclopedia of Earth. National Council for Science and the Environment. Washington DC
- David Lewis Lentz. 2000. Imperfect balance: landscape transformations in the Precolumbian Americas, Science, 547 pages, page
- Robert F. Thorne. Phytogeography of North America North of Mexico. النباتات في أمريكا الشمالية  [لغات أخرى]‏, Vol. 1, Ch. 6.